# Rootes Group

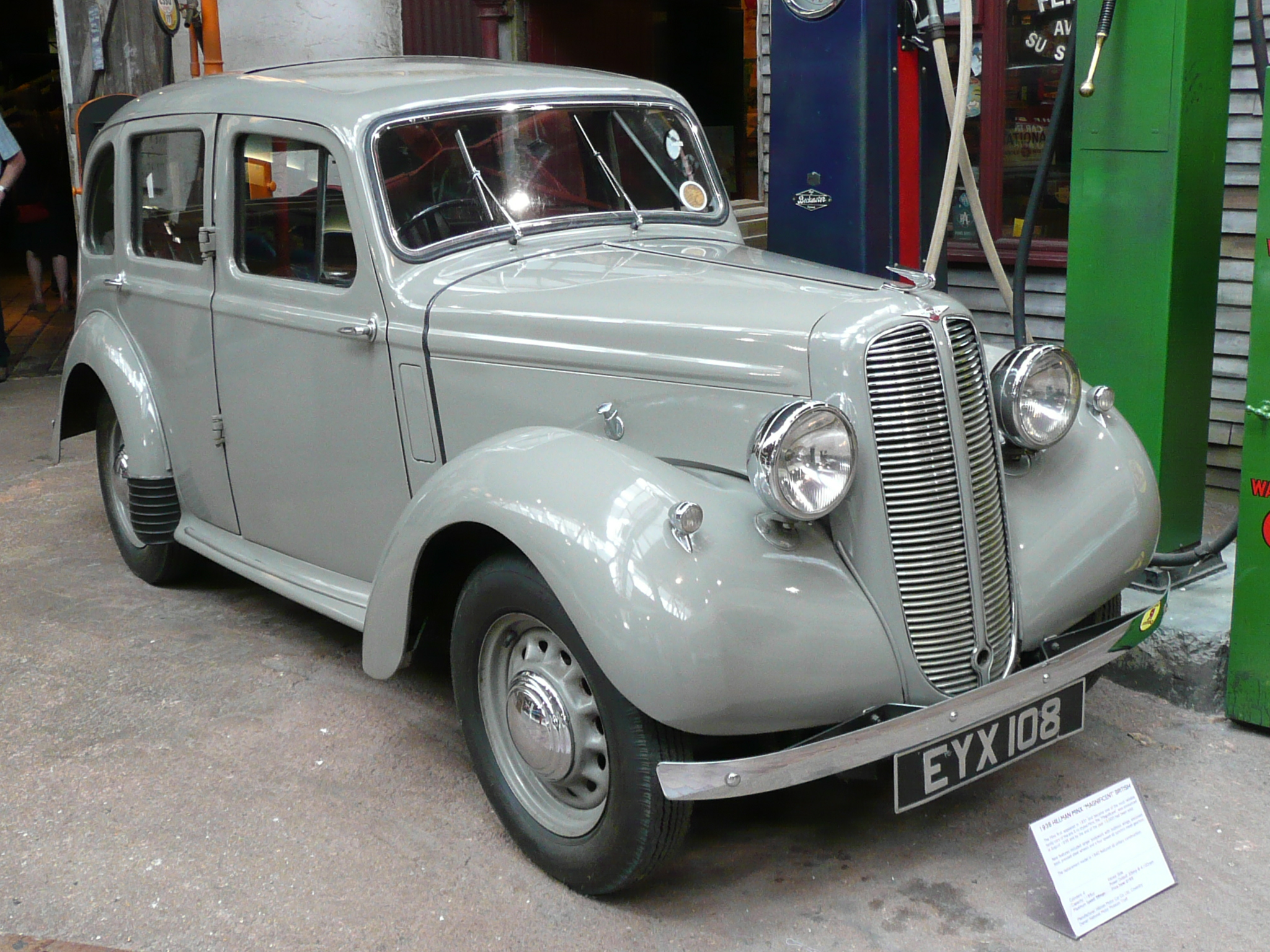
Hillman Minx Magnificent 1938

Rootes Group – były brytyjski producent samochodów, z siedzibą w Midlands w Anglii. Koncern został założony pierwotnie w Kent w roku 1919 przez Williama Rootesa, który stał się właścicielem znanych brytyjskich marek samochodów, takich jak: Hillman, Humber, Singer, Sunbeam, Talbot, Commer i Karrier. Spółka w 1967 roku została wykupiona przez Chryslera, a następnie w 1978 przez Peugeota i częściowo Renault.